# William Rea
William Rea (Londres, 25 de març de 1827 - Newcastle, 8 de març de 1903) fou un pianista, organista i director d'orquestra anglès. Va ser alumne de Pittmann, i després d'haver estat contractat com organista en l'església del sant Crist, estudià amb sota el mestratge de Bennett. Passà al ciutat d'Undersaft com a organista de l'església de Sant Andreu i després a Leipzig, on fou alumne de Moscheles i de Ritter, i a Praga estudià amb Dreyschock. Organista de la Sala Beethoven de Londres, concerts de música de cambra, el 1853 fou nomenat organista de la Unió Harmònica, el 1856 fundà el Polimnniam Chor, ensems que dirigia una orquestra d'aficionats. El 1858 fou organista de Stockwell, el 1860 organista i director d'orquestra a Newcastle upon Tyne. La Universitat de Durham li atorgà el 1886 el títol de doctor honoris causa. La seva esposa Emma-Mary Woolhouse, que morí el 6 de maig de 1893, era una pianista de gran talent.